# 포포바섬

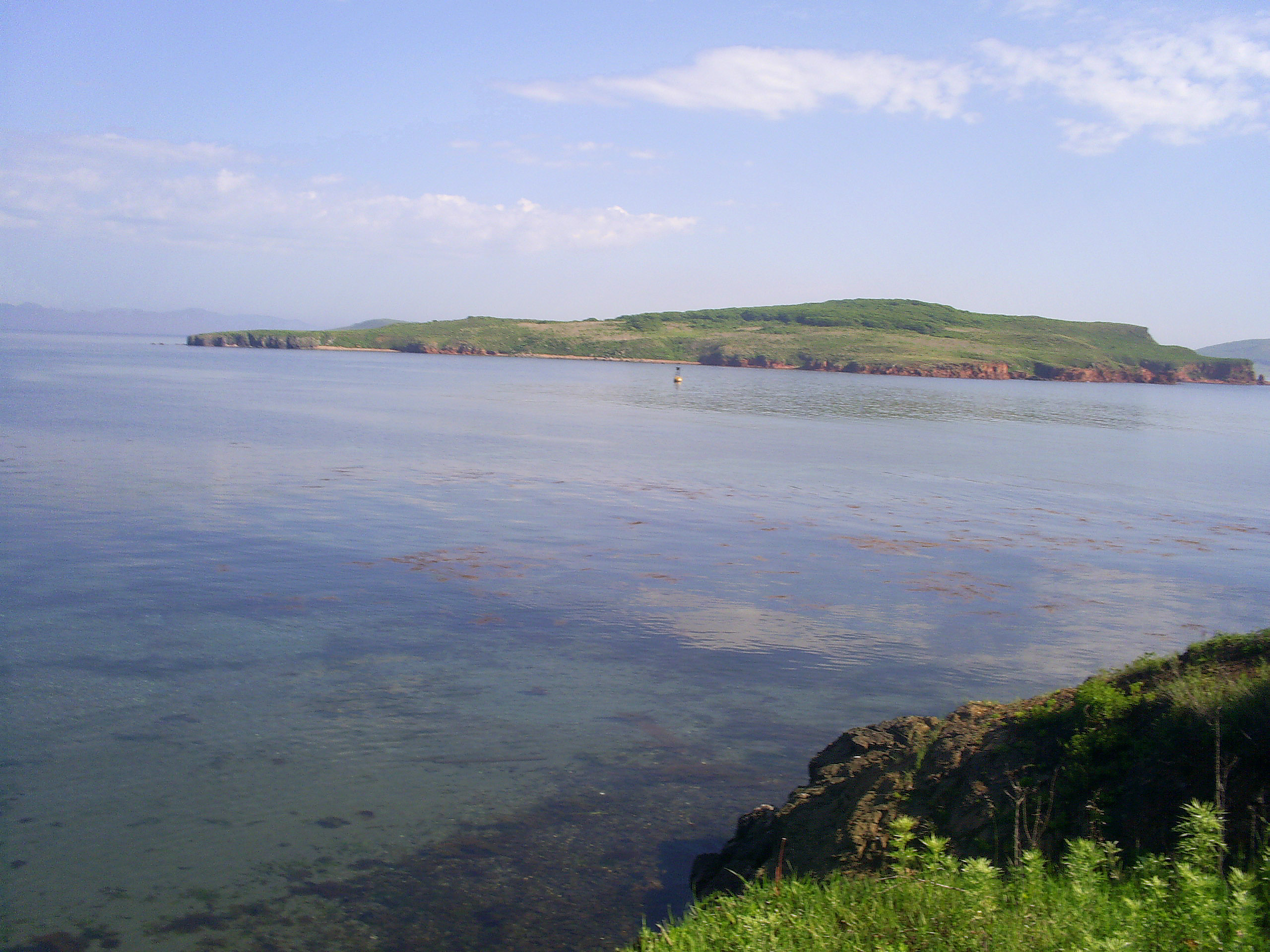
포포바 섬

포포바섬(러시아어: Остров Попова)은 러시아 블라디보스토크에서 남쪽으로 20km지점에 있는 섬이다. 표트르대제 만에 위치해 있다.
포포바 섬은 블라디보스토크의 관할에 놓여 있다. 현재 이곳의 인구는 1,200명 정도로 스타르크(Старк)와 포포바(Попова)가 중심지이다. 면적은 12,4km2이다. 해수면에서 158m 떨어져 있다. 해안선은 모래와 자갈로 되어 있다.
섬 기후는 블라디보스토크와 유사하다. 1월 기온은 −12,5 °C, 8월 기온은 +20,5 °C이다.
포포바 섬은 루스키 섬과 마찬가지로 블라디보스토크 시민들이 여가 활동을 위해 많이 찾아오는 곳이기도 하다. 7월부터 9월 말까지는 특히 이곳으로 시민들이 많이 찾아온다. 8월 기준으로 이곳의 물 온도는 22 °C이다.
이 섬에는 연구 학회의 실험실 및 유스호스텔이 위치해 있다. 섬에는 경비대가 상주하고 있으며 이곳에는 언제나 안개가 낀다. (겨울에는 특히나 더 심해진다)